# Brachyglossula martinezi
Brachyglossula martinezi är en biart som beskrevs av Trucco Aleman 1999. Brachyglossula martinezi ingår i släktet Brachyglossula och familjen korttungebin. Inga underarter finns listade.